# 沙海林
沙海林（1957年6月—），男，江苏徐州人，中华人民共和国政治人物，外交官。曾任中国驻爱尔兰大使、中国驻美国大使馆公使衔参赞，中共上海市委常委。

## 生平
1957年出生于江苏徐州。1973年11月参加工作。曾任吴淞区团委书记，宝山区团委书记、中共月浦镇党委书记，团市委副书记、市青联副主席、主席、上海青年管理干部学院院长，浦东新区农村工作党委书记，中共浦东新区党工委委员、组织部部长、劳动人事局局长，中共浦东新区区委常委、组织部部长、人事局局长、编办主任，中国驻美国大使馆公使銜參贊。2002年，任中华人民共和国驻爱尔兰大使。2005年，任中共卢湾区委副书记、副区长、代区长、区长、区委书记，上海市人民政府副秘书长、市对口支援都江堰市灾后重建指挥部总指挥、上海市商务委员会主任、党组书记等职。
2012年5月22日，当选中共上海市委常委，同年6月兼任市委统战部部长。2017年5月屆齡退休，並已於1月轉任上海市人大常委會副主任。2021年1月26日，因任职年龄到限，辞去上海市人大常委会副主任职务。